# Secco Sistemi

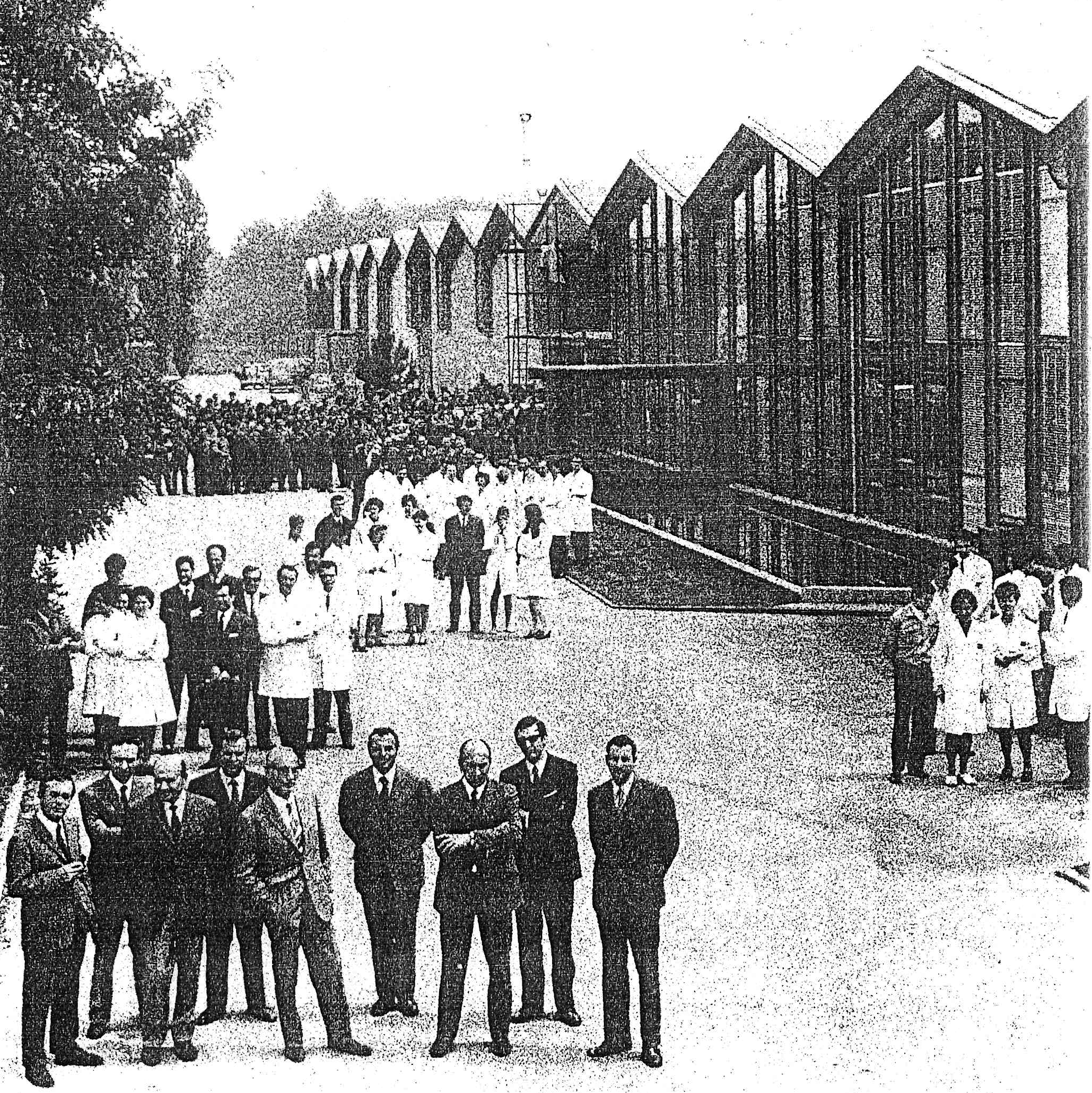
Aldo Secco con i suoi dipendenti nel primo stabilimento della Secco Sistemi a Preganziol (Treviso).

Secco Sistemi è una azienda italiana che produce sistemi per serramenti e facciate in metalli quali ottone, acciaio Corten, acciaio inox ed acciaio zincato.

## Storia
L’azienda fu fondata nel 1947 a Treviso da Aldo Secco, in uno stabile di proprietà della sua famiglia. Il marchio dell’azienda deriva dal cognome del fondatore.
Aldo Secco rivoluzionò quella che era la direzione seguita dal padre nella sua vecchia officina, ricercando e sperimentando nuove tecnologie e macchinari per la produzione dei serramenti in un’ottica industriale. Egli stesso progettò una nuova macchina per la produzione di profili per serramenti, denominata “Alda”, che segnò profondamente l’azienda e il mondo del serramento.
I primi successi si ebbero con il prodotto Seccolor, serramento che ottenne nel 1981 il premio Compasso d’Oro , esportando oltre al prodotto anche la tecnologia per produrlo. L’azienda contava oltre 500 dipendenti e si trasformò nel 1982 da società semplice a società per azioni col il nome “Industrie Secco S.p.a.”, quotandosi nel 1986 in borsa .
Successivamente però ebbe inizio un periodo di declino e nel 1995 l’azienda fu costretta a chiudere ma nello stesso anno, l’imprenditore Luciano Gusmeroli e l’ingegnere Alberto Agostini (ex-direttore tecnico delle Industrie Secco) decisero di recuperare ciò che era rimasto della vecchia azienda , ridimensionandola e trasformando il prodotto per edilizia a prodotto dedicato all’architettura, ricercando nuovi e pregiati materiali per la produzione e investendo nel design del prodotto.
Oggi l’azienda conta circa 80 dipendenti e il suo mercato si divide tra 47% Italia e 53% estero , quest’ultimo in continua crescita data la grande richiesta di prodotti italiani per il lusso.
Con i nuovo prodotto OS2, dedicato all’architettura ed al mondo del restauro, vince nel 2018 il Compasso d’Oro .
Secco sistemi oggi lavora con: Le Grandi Gallerie dell’Accademia - Electa , Adolf Loos – Galleria Marciana , Stanze – Triennale Milano , Cappelle Vaticane – Biennale di Architettura Venezia .

## Riconoscimenti
- 2019 – XT – Premio Architektur + Bauwesen [10]
- 2018 – OS2 75 – Premio Compasso d'Oro[5]
- 2014 – 4F – Premio Duo@Work
- 2013 – EBE – Premio Architektur + Bauwesen [11]
- 2011 – OS2 – Menzione d'Onore Compasso d'Oro
- 2007 – OS2 – Premio Architektur + Fenster tür Fassade
- 1981 – SECCOLOR – Premio Compasso d'Oro